# Jean Moscopol
Jean Moscopol (nume real: Ioan Moscu, n. 26 februarie 1903, Brăila, România – d. 1980, New York City, New York, SUA) a fost un cântăreț român de muzică ușoară ce s-a făcut cunoscut publicului în perioada interbelică.

## Biografie
S-a născut la Brăila, la 26 februarie 1903. Părinții lui erau greci: mama, Terpsihore, era din Constanța, în timp ce tatăl său, Lascăr, era de prin Mesembria (azi Nesebar, în Bulgaria), dar se stabilise la Brăila. Numele său real era Ioan Moscu. Se spune că talentul l-ar fi moștenit de la cea care l-a născut, mama sa având voce de soprană. Încă din primii ani de viață, micul Moscu a fost atras de muzică.

### Începuturi
Institutorul Calinicos a fost primul care i-a descoperit înclinațiile muzicale și l-a îndrumat să studieze chitara. Ulterior, profesorul Costia l-a dus la Biserica „Buna Vestire”, unde dirijorul Gherasim l-a primit cu mare bucurie, dându-i posibilitatea să se afirme pe post de sopran. Cursurile liceale le-a urmat la Galați, la Liceul Pelarinos. Cu mare ușurință a învățat cinci limbi străine.
După absolvirea liceului, a luat drumul Bucureștiului, unde s-a înscris la Universitatea Politehnica București. Ocazional, cânta la renumitul restaurant din acea perioadă, Zissu, lucrând totodată și ca muncitor practicant la Întreprinderea Optică Lares. Conducerea acesteia l-a trimis la Berlin la specializare. Odată ajuns în Germania s-a înscris la Universitatea de Artă din Berlin, secția muzică.
După revenirea în țară, s-a întors la Brăila, hotărât să-și perfecționeze studiile muzicale s-a înscris la Conservatorul Lyra, secția de canto, la clasa profesorilor Umberto Manao și Jean Andrian. S-a angajat apoi la Agenția maritimă „M. Embiricos et Co.” din Brăila, ca funcționar. În 1924 s-a mutat la București, unde s-a angajat la secția devize a Băncii Chrissoveloni, apoi s-a înscris la Facultatea de Aeronautică. Muzica era în continuare marea lui pasiune, așa că și-a întemeiat o mică orchestră. Cânta la banjo și glăsuia cu mare talent. Participa și la concursurile organizate de Institutul Electronic și Radiofonic, clasându-se de fiecare dată pe primele locuri.
În 1929, fiind cu prietenii la Barul „Zissu”, n-a rezistat tentației de a cânta și el câteva melodii. Șeful orchestrei, Alfred Pagony, l-a redescoperit astfel pe fostul student, care cânta din când în când la „Zissu” cu ani în urmă. Fascinat de fluieratul lui și de vocea pătrunzătoare, i-a propus un duet și un salariu atrăgător. Tot el i-a schimbat și numele de scenă, spunându-i Jean Moscopol.
Cei doi au cântat împreună doar un an. Pagony și-a deschis apoi propriul bar pe Strada Academiei. La barul „Zissu” de pe Calea Șerban Vodă, Jean Moscopol făcea epigrame pe moment celor de la masă.

### Primele imprimări
Înainte de a ajunge faimos, Jean Moscopol nu era decât un modest funcționar de bancă la Chrissoveloni. Cânta pentru amici, dar mai ales la seratele unui club al cărui membru era, numit „Sparta”. Pe la începutul lui 1929, aflându-se în vizită la un prieten care lucra la casa Pathé, Moscopol începe să fluiere cum numai el știa. Directorul casei Pathe, aflat și el la acea reuniune, este entuziasmat și îi înregistrează câteva plăci fluierate care imitau naiul. Tot în acea perioadă de început înregistrează și prima placă cântată, cu melodia „Balada fumului de țigară”.
Jean Moscopol era însă doar la început de drum și plăcile sale au fost repede uitate. Faima sa crește odată ce părăsește banca și începe să cânte seară de seară la barul Zissu. Era atât de popular, încât oamenii veneau doar ca să-l audă pe el.
La Parlophon înregistrează în jur de 10 discuri care au un succes fulgerător. Norocul îi surâde din nou când în toamna anului 1929 sosește la București un reprezentant al His Master's voice din Londra.
Acesta îl aude cântând la Zissu și îi face repede o ofertă. Tentat nu atât de bani, ci de posibilitatea de a-și înregistra muzica pe un suport de foarte bună calitate, Moscopol acceptă. Se urcă în avion cu destinația Viena. Aici înregistrează o serie de plăci care îl fac cunoscut, căci de atunci începe cu adevărat cariera sa muzicală.

### Lecții de canto și înregistrări discografice
În 1928 i-au apărut primele discuri la Casele Homocord și Parlophon. Anul următor, celebra Casă de discuri His Master’s Voice îl invita la Viena, pentru înregistrări. La revenirea în țară, a continuat să cânte la Zissu, cu orchestra Alexandru Leoar, alături de care a debutat la posturile de radio din București. A luat lecții de canto de la profesorul Jean Walidosky. În urma unui examen a devenit artist profesionist, urcând ulterior pe scena Teatrului de Revistă „Alhambra”, unde a interpretat operetele: „Alhambritta” și „Lăsați-mă să cânt”(de Gherase Dendrino).
În 1930, Casa His Master’s Voice l-a angajat definitiv. A plecat la Berlin, unde a înregistrat noi discuri pentru gramofon și a cântat în celebrul bar Ciro.
La întoarcerea în țară, patronii de restaurante se „băteau” să-l aibă în program. Moscopol a preferat să cânte la Colonade și la bomboneria Lafayette. A acceptat mai apoi să cânte la Lother Park și Vișoiu, până la izbucnirea celui de-Al Doilea Război Mondial, când a participat la toate concertele organizate în scop filantropic.
În 1931, a făcut un turneu prin țară cu Ion Manolescu, actor la Teatrul Național din București. Din acest an a devenit artistul exclusiv al Casei londoneze de discuri „His Master's Voice”, a căror calitate este și astăzi de necontestat. 
De-a lungul anilor, a înregistrat pe discuri (''plăci'') de gramofon/patefon peste 300 de cântece, de facturi diverse, românești și străine. După moda și cerințele epocii interbelice, Jean Moscopol a cântat multe tangouri. Printre cele mai frumoase și cunoscute tangouri interpretate de el se numără: ,,Dă-mi gurița s-o sărut!'', ,,Garufa'', ,,Mână,birjar!'', ,,Sub balcon eu ți-am cântat o serenadă'', ,,Tu nu mai ești a mea!'', ,,Vrei să ne'ntâlnim sâmbătă seara?'' și două compoziții remarcabile ale marelui Ionel Fernic: ,,Mai spune-mi încă o dată!'' & ,,Minciuna'' (cântată și de Cristian Vasile sub celebrul titlu ,,Pe boltă când apare luna...'').
În 1932, Moscopol a plecat la Berlin, unde a imprimat discuri cu orchestre celebre ca Honlgsberg, James Kok, si a luat lecții de canto cu profesorul Korst. I s-a propus să rămână în Germania, dar s-a întors. Cânta în localuri selecte și la radio. Succesul lui era răsunător. Se acompania la foarte multe instrumente: pian, banjo, piculină, chitară. Și avea o vervă nemaipomenită. Se masca, era „viu”, distra lumea, îi încânta pe toți cu fluierăturile lui, intercalate în cântec. Când venea să concerteze la Brăila, publicul își aducea pentru spectacol scaune de acasă.

### Filmografie
În 1932, la Berlin, Jean Moscopol a luat lecții de canto cu profesorul Korst și a imprimat discuri cu orchestre celebre precum Honigsberg și James Kok. În timpul celui de-Al Doilea Război Mondial a devenit membru al Societății Compozitorilor din România.
A fost cooptat și în distribuția filmului-document O noapte furtunoasă (1943), după piesa de teatru a lui Ion Luca Caragiale, unde Jean Moscopol a făcut figurație, interpretând rolul șansonetistului care cânta la Grădina de vară „Union”. Filmul a fost realizat în condiții deosebite în Bucureștiul camuflat, într-un studio de înregistrări în care, după ce se filma o scenă, decorurile erau dărâmate, pentru a se face loc unui nou decor pentru scena următoare.

### Răsfățatul restaurantelor
În Bucureștii de odinioară, în special în perioada interbelică, existau localuri pentru toate buzunarele și orchestre pe măsură. Ca să aibă cât mai mulți clienți, patronii de restaurante își angajau o orchestră faimoasă și un cântăreț aflat la mare căutare, îndrăgit de public, cu un repertoriu care atrăgea atenția.
Jean Moscopol era foarte cunoscut și apreciat. Românii îi ascultau cântecele înregistrate pe discurile Columbia, His Master’s Voice, Homocorde și Parlophon, care i-au făcut cele mai multe înregistrări. Au scris special pentru el compozitori precum Ion Vasilescu – „Noapte bună, Mimi”, Elly Roman – „Tu nu mai ești a mea”. Deopotrivă, la conceperea textelor, dar și a muzicii a contribuit și Jean Moscopol, alături de Ionel Fernic și de mulți alți textieri sau compozitori renumiți ai vremii.
Jean Moscopol poate fi considerat cel mai demn continuator al marelui Constantin Tănase, care a avut destule accente împotriva societății în care a trăit. Artistul este militant, implicat în social și în politic.
După Primul Război Mondial, Micul Paris, așa cum era supranumit Bucureștiul, avea o dulceață a plăcerilor. Erau celebre restaurantele, bodegile, berăriile, localurile pentru toate gusturile și toate buzunarele. Acea vreme, în care bucuria era activată și de sfârșitul războiului, îi făcea pe români să benchetuiască, să cânte și să se bucure.
În acești ani au apărut marii cântăreți-emblemă: Maria Tănase, Ioana Radu, Grigoraș Dinicu, Rodica Bujor sau Ion Luican.
Balcanicii au "orientalul" lor, știința lor de a se bucura, plăcerile culinare, puterea lor de a asculta cântăreții de local. Despre acest timp vorbea criticul muzical George Sbârcea (compozitorul Claude Romano):
„București, oraș al cântecului sub ceruri largi de vară… București a dăruit, prin compozitorii și interpreții săi, melodii în care se răsfrânge un ciob din sufletul nostru, al tuturor. Bucurie și îngândurare, amieze și nopți laolaltă, cântecele Bucureștilor de odinioară reflectă totul, cu candoarea simplității. Toate răsunau pretutindeni, înviau din pâlnia patefoanelor, se înălțau spre bolta teatrelor de revistă și făceau bucuria tineretului epocii.”

### Burlăcia eternă
Deși era un bărbat admirat de femei, Jean Moscopol n-a fost căsătorit niciodată. Acesta primea numeroase scrisori de amor de la admiratoare. Singurul document de căsătorie pe care a rămas înscris numele său este certificatul de cununie al surorii sale, unde a fost martor. După cununia religioasă a acesteia, eveniment datat la 1 decembrie 1946, anul următor, Moscopol a luat drumul pribegiei.
Marele interpret Gică Petrescu a afirmat în 1993 despre Jean Moscopol că:
„George Enescu a spus că nu există muzică ușoară și muzică grea, ci numai muzică bună și proastă. Jean Moscopol făcea muzică bună. Cred că el, Moscopol, a fost un Maurice Chevalier al muzicii românești. Era un senior al cântecului, de o eleganță perfectă, sufletească și vestimentară!”

### Perioada comunistă
După încheierea celui de-Al Doilea Război Mondial, Moscopol s-a împotrivit sistemului politic instaurat la București. Pe vremea în care românii învățaseră să tacă pentru a nu ajunge la închisoare sau la canal, Jean Moscopol s-a așezat ca un ghimpe împotriva mai-marilor vremii. A compus balade și cuplete anticomuniste în care îi îndemna pe români să nu-și piardă speranța. Nu ierta pe nimeni. A scăpat ca prin minune nearestat.
A luat drumul pribegiei în 1947, plecând la Paris, ajutat de actrița Elvira Popescu. Din Franța a plecat la scurt timp în Germania, unde a fost colaborator al postului de radio Europa Liberă. În țară, cenzura a vrut să-l taie din amintire și de aceea au rămas foarte puține documente despre el. În cele din urmă, artistul s-a stabilit la New York, unde a trăit până la sfârșitul vieții. N-a uitat nicio clipă plaiurile natale.
Chiar dacă unele piese au fost cântate și la București, imprimările au fost posibile abia în Statele Unite. Iată ce ne-a destăinuit Vasile Manta: 
„Și asta e o poveste. În anii ’70, ziaristul Aristide Buhoiu l-a găsit pe Moscopol în Diaspora Română la New York, la Biserica Sfântul Dumitru, și s-a ocupat de înregistrarea acestor piese. În 1993, ele s-au lansat și la București. Dar cred că era destul de târziu, pentru că regimul comunist din România încercase să-l șteargă din conștiința națională. Ar trebui studiat de tineret, poate că așa sentimentul patriotic nu ar pieri. El era un mare patriot. Dumnezeu l-a salvat! A avut zile. Pe vremea aceea, rușii te ucideau. Închisoarea era închisoare. N-a fugit din țară. A plecat cu acte în regulă. L-a ajutat marea Elvira Popescu.”

## Discografie
- Jean Moscopol la DiscoGS

## Filmografie
- O noapte furtunoasă (1943)